# Чархи-Дадри
Чархи-Дадри (хинди चरखी दादरी) — город в индийском штате Харьяна. Административный центр одноимённого округа Чархи-Дадри. В 2001 году население города составляло 45 тыс. человек.
Город был основан примерно в XIV веке Бихланом Сингхом. Согласно легенде, во сне ему явился местный святой по имени Свами Дайал и сказал, что если Бихлан построит храм, это приведёт к процветанию его касты и данной местности.
Чархи-Дадри привлёк внимание средств массовой информации, когда 12 ноября 1996 года Ил-76, принадлежащий Kazakhstan Airlines, столкнулся в небе над городом с Boeing 747 из Саудовской Аравии, из-за чего оба самолёта упали на землю. В результате столкновения погибли все 349 человек, находившихся на борту обоих самолётов. Это одна из самых крупных авиакатастроф в истории гражданской авиации (5-е место), первая (по числу погибших) в истории столкновений самолётов в воздухе, крупнейшая авиакатастрофа в Индии, а также самая крупная в истории авиакомпаний Saudi Arabian Airlines и Kazakhstan Airlines.